# Гальспах
Гальспах (нем. Gallspach) — ярмарочная коммуна (нем. Marktgemeinde) в Австрии, в федеральной земле Верхняя Австрия.
Входит в состав округа Грискирхен. Площадь общины составляет 6,18 км², население — 2809 человек (1 января 2021), плотность населения — 450 чел./км². Официальный код — 40805.

## Население
| Год  | Численность |
| ---- | ----------- |
| 1869 | 1033        |
| 1889 | 1001        |
| 1890 | 946         |
| 1900 | 917         |
| 1910 | 872         |
| 1923 | 856         |
| 1934 | 1307        |
| 1939 | 1363        |
| 1951 | 1833        |
| 1961 | 1675        |
| 1971 | 1867        |
| 1981 | 2014        |
| 1991 | 2462        |
| 2001 | 2571        |
| 2011 | 2602        |
| 2021 | 2809        |

## Политическая ситуация
Бургомистр коммуны — Дитер Ланг (СПО) по результатам выборов 2015 года.
Совет представителей коммуны (нем. Gemeinderat) состоит из 25 мест.
- СПО занимает 11 мест.
- СДПА занимает 6 мест.
- АНП занимает 6 мест.
- Зелёные занимают 2 места.